# Hipoglikémia
Hipoglikémiának (hypoglykaemia) azt az állapotot nevezzük, amikor a vércukorszint a normális érték alsó határa (3 mmol/l) alatt van, vagyis amikor abnormálisan kevés glükóz található a vérben. Többnyire cukorbetegnél fordul elő, de egészséges embernél is jelentkezhet. Igen sokféle tünete lehet, de az alapproblémák az agy alacsony glükózellátottságából adódnak, ami miatt működési zavarok lépnek fel: zavartság, dezorientáció, eszméletvesztés. Legrosszabb esetben kómát vagy akár halált is okozhat.
Általában a hipoglikémia akkor jelentkezik, ha a diabétesz inzulinnal vagy szájon át bevehető gyógyszerrel történő kezeléséből adódóan komplikációk jelentkeznek. A hipoglikémia ritkábban jelentkezik olyan személyeknél, akik nem cukorbetegek. Bármely korban előfordulhat. Az okok között szerepel a szervezetben túlzott mennyiségben termelt inzulin (hyperinsulinemia), az inzulin túladagolása (a bevitt szénhidrát mennyiséghez képest), veleszületett metabolikus hiba, gyógyszerek és mérgek, alkohol, hormon hiányosságok, tartós éhezés, fertőzés által okozott metabolikus elváltozások, és szervi elégtelenség.
A hipoglikémia kezelése a normál vércukorszint helyreállításával történik szőlőcukor vagy magas glikémiás indexű étel elfogyasztásával (kóla, tej, kristálycukor). Ezek az ételek gyorsan növelik a vércukorszintet (és ezzel megszüntetik a hipoglikémiát), de a hatásuk rövid ideig tart, ezért fontos, hogy a vércukorszint megemelkedése után a beteg lassabban felszívódó szénhidrátot is fogyasszon (keményítő), nehogy a gyorsan ható ételek után újra bekövetkezzék a hipoglikémia.
Fontos tudni, hogy ájult embernek sohasem szabad ételt vagy italt adni, mert a tüdejébe kerülhet. Ilyenkor csak a glükagon vagy szőlőcukor injekció segít, ami a mentőautó felszerelésében mindig megtalálható.
A visszatérő hipoglikémia megelőzhető, ha visszafordítjuk vagy eltávolítjuk a kiváltó okot: étkezések gyakoriságának növelése, olyan gyógyszerekkel, mint diazoxid, oktreotid, vagy glükokortikoid, a hasnyálmirigy egy részének sebészeti eltávolításával, vagy inzulinpumpa használatával.
Néha nehéz megállapítani, hogy egy adott személy tüneteit a hipoglikémia okozza. Az ún. Whipple-triász kritériumokat használják a hipoglikémia diagnózis felállításához:
1. Hipoglikémiára utaló panaszok és tünetek,
2. vércukorszint egyidejű megjelenése,
3. tünetek enyhülése a vércukorszintet emelő kezelés hatására.

## Definíció
A diabétesszel kezelt személyeknél a hipoglikémia az alacsony vércukorszint jelenlétével önállóan is diagnosztizálható. Egyéb esetekben a Whipple-triász szükséges, ami tartalmazza a hipoglikémiával konzisztens tüneteket, az alacsony vércukorszintet, valamint e tünetek megoldását, amint a vércukorszint javul.
Egy 24 órás periódus alatt a vérplazma glükózszintje általában 4-8 mmol/l között mozog. Habár 3,3 vagy 3,9 mmol/l a normál glükózszint alsó határa, a hipoglikémia tünetei csak 2,8-3,0 mmol/l szintnél jelentkeznek.
A pontos glükózszint, amely elég alacsony ahhoz, hogy hipoglikémiaként definiáljuk, függ (1) a mérési módszertől, (2) a személy életkorától, (3) hatások jelenlététől vagy hiányától és (4) a definíció céljától. Míg a normál vércukorszint tartományában egyetértés van, addig viták zajlanak arról, hogy a hipoglikémia mely szintje indokolja az orvosi kiértékelést vagy kezelést, illetve okoz kárt.
A glükóz koncentrációt milligramm per deciliterben (mg/dl vagy mg/ 100 ml) mérik Libanonban, az Egyesült Államokban, Japánban, Portugáliában, Spanyolországban, Franciaországban, Belgiumban, Egyiptomban, Szaud-Arábiában, Kolumbiában, Indiában és Izraelben, míg a világ többi részén a millimól per liter (mmol/l vagy mM) mértékegységet használják. A mg/dl-ben kifejezett glükóz koncentrációt úgy lehet átváltani mmol/l-re, ha 18,0 g/dmol-lal osztjuk (a glükóz moláris tömege 180, a liter/deciliter váltószáma 10). Például 90 mg/dl glükóz koncentráció megegyezik 5,0 mmol/l-rel, vagy 5,0 mM-mel.

### Mérési módszertan
Ebben a cikkben a vércukorszintek vénás plazma vagy vérszérum szintek, melyeket orvosi laborokban használt standard, automatizált glükóz oxidáz módszerekkel mérnek. Klinikai célra a plazma és szérum szintek kellően hasonlóak, hogy felcserélhetőek legyenek. Az artériás plazma vagy szérum szintek enyhén magasabbak a vénás szinteknél, és a kapilláris szintek a kettő között helyezkednek el. A vénás és artériás szint közti különbség kisebb éhgyomornál, és egyre nagyobb, akár 10%-nál is nagyobb lehet az étkezési utáni állapotban. Másfelől a teljes vércukorszint (pl. ujjbegy szúró mérő használatánál) mérési értéke 10-15%-kal kevesebb a vénás plazma szintjénél. Továbbá a kapható otthoni használatra gyártott ujjbegyszúró vércukormérők csak 15%-os pontosságot garantálnak egy optimális feltételek között végzett laboratóriumi méréshez képest. Más szóval elvileg 39 mg/dl-es otthoni mérési eredményt kaphat az a személy, akinek a laboratóriumi vérszérum glükóz értéke 53 mg/dl volt. Ez a garantált maximális hiba, a gyakorlatban a házi mérések ennél pontosabbak.
Két további tényező jelentősen befolyásolja a glükózmérést: a hematokritszint és a vérvétel után eltelt idő. A vénás és a teljes vér koncentráció közötti egyenlőtlenség nagyobb, ha a hematokritszint magas, mint az újszülötteknél vagy a polycythaemiás felnőtteknél . A csecsemők magas hematokritje különösen hajlamos, hogy összezavarja a glükóz mérését. Ezen felül, hacsak a minta nem kerül fluorid csőbe, vagy nem dolgozzák fel azonnal, hogy szétválasszák a szérumot vagy a plazmát a celláktól, a mérhető glükóz fokozatosan csökken a glükóz in vitro metabolizmusa miatt kb. 7 mg/dl/h sebességgel, vagy még jobban leukocytosis jelenléte mellett. Az időbeli eltérés, ami akkor történik, ha egy külső helyszínen vesznek vért és azt szállítják laboratóriumba órákkal később egy rutin vizsgálatra, gyakori okozója az általános kémiai panelek enyhén alacsony glükóz szintjének.

### Korbeli különbségek
A gyerekek vércukorszintje gyakran enyhén alacsonyabb a felnőttekénél. A reggeli éhgyomori glükóz szint az egészséges felnőttek 5%-nál 70 mg/dl (3,9 mmol/l) alatti, míg a gyerekek 5%-ánál ez 60 mg/dl (3,3 mmol/l) alatt is lehet. Minél hosszabb ideig tart az éhgyomori állapot, a gyerekek annál nagyobb hányadának lesz enyhén alacsony vércukorszintje, általában tünetek nélkül. Az újszülöttek vércukorszintjének normál tartománya egyelőre még vitatott. Az a feltételezés él, hogy az újszülöttek agya sokkal inkább képes alternatív energiákat felhasználni, amikor alacsony a vércukorszintjük, mint a felnőttek. A szakértők még vitatják e vércukorszint értékek jelentőségét és kockázatát, bár a trend szerint 60–70 mg/dl feletti glükózszint fenntartását javasolják a születés utáni első napon.

### Hatások jelenléte vagy hiánya
Egészséges személyek között végzett kutatások azt mutatják, hogy sokaknál a mentális hatékonyság enyhén, de mérhetően csökken, ha a vércukorszint 65 mg/dl (3,6 mmol/l) alá esik. Aktiválódnak a hormonális mechanizmusok (adrenalin és glükagon), ha a határérték alá esik a vércukorszint (a legtöbb embernél ez 55 mg/dl vagy 3,0 mmol/l), ami tipikus hipoglikémiás tüneteket okoz, mint bizonytalanság és dysphoria.:1589 Nyilvánvaló károsodás nem következik be, amíg a vércukorszint 40 mg/dl (2,2 mmol/l) alá nem esik, és több egészséges embernek lehet alkalmanként reggelente 65 mg/dl (3,6 mmol/l) szintnél alacsonyabb vércukorszintje megnyilvánuló hatások nélkül. Mivel a hipoglikémia agyi hatásai, név szerint neuroglycopenia határozzák meg, hogy egy adott vércukorszint problémát jelent-e, ezért a legtöbb orvos a hipoglikémia kifejezést csak akkor használja, ha egy enyhén alacsony vércukorszintet agyi hatások tünetei kísérik.
Meghatározni e definíció mindkét részének jelenlétét nem mindig egyértelmű, mert a hipoglikémia tünetei és hatásai elég homályosak, és más állapotok is okozhatják; azok az emberek, akiknek az visszatérően alacsony a vércukorszintjük, elveszíthetik a határérték tüneteket, így a súlyos neuroglycopenia károsodás mindenféle figyelmeztetés nélkül is bekövetkezhet, és több mérési módszertan (különösen a vércukorszint mérők) nem precízek alacsony szinteknél.
A diabetikus hipoglikémia egy speciális eset a mért glükózszint és a hipoglikémiás tünetek viszonyára való tekintettel több okból kifolyólag is. Először is, bár az otthoni vércukorszint mérők mérései gyakran félrevezetőek, annak a valószínűsége, hogy egy alacsony mérési eredmény valódi hipoglikémiát jelent, akár kísérik tünetek, akár nem, sokkal magasabb egy inzulinnal kezelt személynél. Másodszor, mivel a bevitt inzulint nem lehet „kikapcsolni”, a diabetikus hipoglikémia nagyobb eséllyel fejlődik komoly károsodássá, ha nem kezelik, a hipoglikémia más formáihoz képest. Harmadszor, mivel a glükóz szintek gyakran vannak hosszabb ideig (órák, napok, vagy hónapok) a normál szint felett a cukorbetegeknél, a hipoglikémia tünetei néha magasabb küszöbértéknél jelentkeznek, mint a normál vércukorszinttel rendelkező személyeknél. Ezekből az okokból kifolyólag a magasabb glükóz mérési eredmények is gyakran számítanak hipoglikémiának a diabétesszel élők körében.

### A definíció szándéka
A fenti fejezetekben felsorolt okok miatt nem mindig egyszerű eldönteni, hogy egy 45–75 mg/dl (2,5-4,2 mmol/l értékhatár közötti vércukorszint klinikailag problematikus hipoglikémiát jelent-e. Ezért az emberek a glükóz különböző határérték szintjeit használják különböző kontextusban, különböző célokra. A fent felsorolt statisztikai és mérési különbözőségek miatt az Endokrin Társaság (Endocrine Society) azt javasolja, hogy egy individuális személynél problémás hipoglikémia diagnózisát az alacsony vércukorszint és a káros hatások bizonyított jelenlétének kombinációja alapján állapítsák meg.

### Jelek és tünetek
Egyénenként változóak. Szédüléssel kezdődhet. Gyakori, de nem törvényszerű az éhségérzet. Erős szívdobogással, hideg verejtékezéssel folytatódhat. Előfordulhat szájzsibbadás, kézremegés, dekoncentráltság, illetve nyugtalanság.
A hipoglikémiás tüneteket és manifesztálódásukat két csoportra lehet osztani. Az egyik, amelyet a negatív visszacsatolású hormonok (epinephrine/adrenalin és glukagon) okoznak a csökkenő glükóz szint miatt, a másik pedig a neuroglycopenia hatások, amit az agy alacsony cukor ellátottsága okoz.

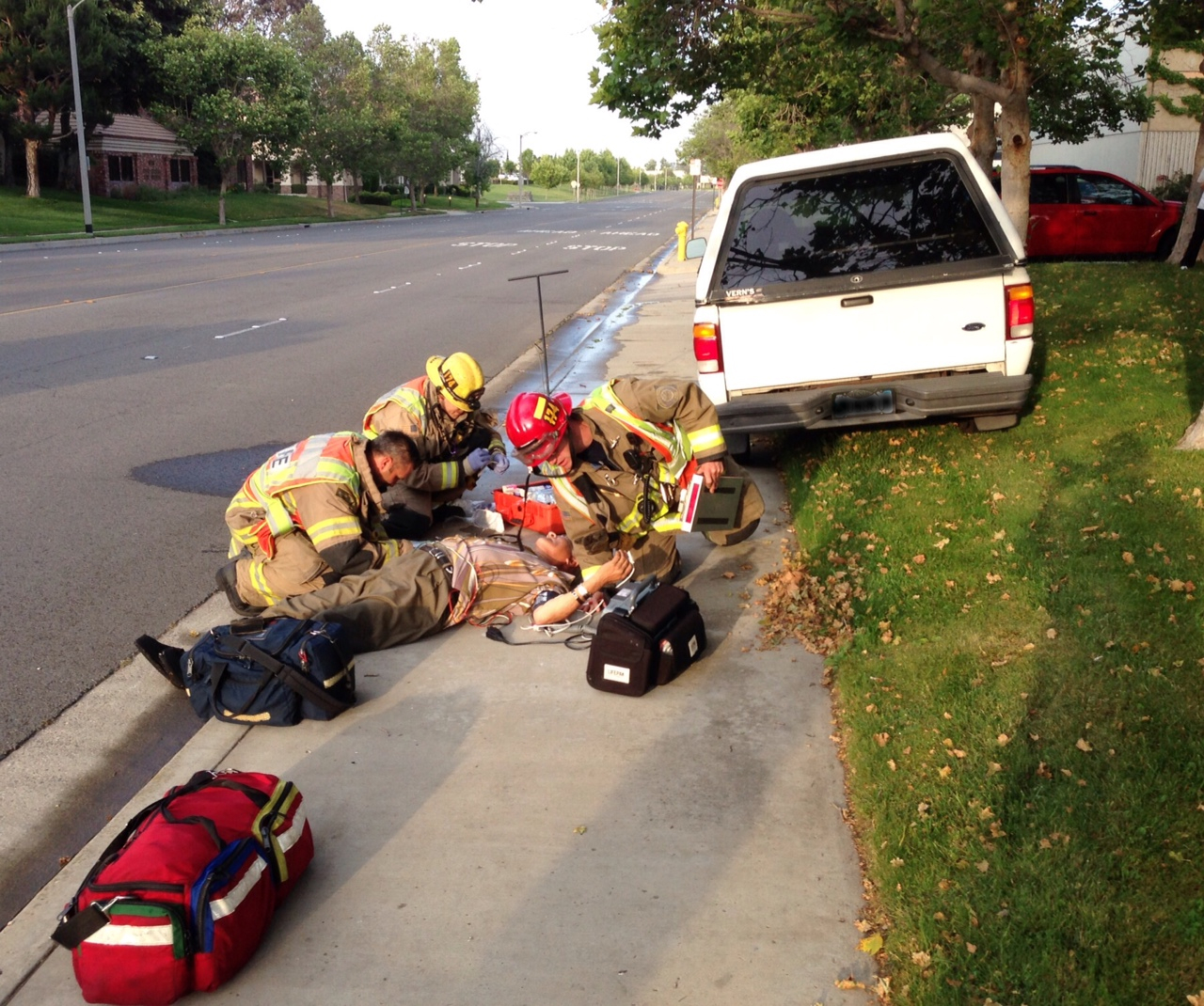
Mentők Dél-Kaliforniában egy cukorbeteget kezelnek, aki elvesztette az irányítást gépjárműve felett alacsony vércukorszintje (hipoglikémia) miatt és a padkára hajtott

### Adrenerg manifesztációk
- bizonytalanság, szorongás, idegesség
- szívdobogás, tachycardia
- izzadás, melegségérzet
- sápadtság, fázás, hideg verejték
- kitágult pupillák (midriazis)

### Glukagon manifesztációk
- éhségérzet, borborygmus
- szédülés, hányás, alhasi kellemetlen érzés
- fejfájás

### Neuroglycopenia manifesztációk
- abnormális gondolkodás, korlátozott ítélőképesség
- nem specifikus dysphoria, hangulatváltozások, depresszió, sírás, elnagyolt aggodalom
- zsibbadás, paresthesia
- negativitás, irritáltság, ellenséges magatartás, harciasság, dühroham
- személyiségváltozás, érzelmi labilitás
- fáradtság, gyengeség, apátia, letargia, álmodozás, alvás
- zavartság, amnézia, könnyelműség vagy szédülés, delírium
- merev tekintet, üveges tekintet, zavart látás, dupla látás
- villanások a látásban
- automata viselkedés, vagy automatizmus
- nehéz beszéd, elmosódott beszéd
- ataxia, koordinációs zavarok, amit néha részegséggel kevernek össze
- központi vagy általános motorikus hiány, paralízis, hemiparesis
- paraesthesia (fonákérzés), fejfájás
- stupor (a tudat beszűkülésének állapota), kóma, abnormális légzés
- általános vagy központi rohamok
- memóriaveszteség, amnézia

A hipoglikémia esetekben a fenti tünetek nem mind jelentkeznek. A tünetek nem konzisztens sorrendben jelentkeznek, ha egyáltalán jelentkeznek. Az egyes manifesztációk a korral, a hipoglikémia súlyosságával, és a csökkenés sebességével is változnak. Fiatal gyermekeknél a hányás néha a reggeli hipoglikémia és ketózis kísérője. Idősebb gyerekeknél és felnőtteknél egy mérsékelten súlyos hipoglikémia hasonlíthat mániához, gyógyszermérgezéshez, vagy részegséghez. Az idősebbeknél a hipoglikémia eredményezhet központi stroke-hoz hasonló hatásokat vagy nehezen meghatározható gyengélkedést. Egyetlen személy tünetei is lehetnek hasonlóak az egyes esetekben, de ez nem feltétlenül van így, és befolyásolhatják a glükóz szint csökkenésének sebessége, valamint a megelőző esetek is.
Újszülötteknél a hipoglikémia irritáltságot, rángatózást, izomrángást, cianózist, légzési nehézségeket, apneás rohamokat, izzadást, hipotermiát, aluszékonyságot, hipotóniát, az etetés visszautasítását, valamint rohamokat okozhat. A hipoglikémia hasonlíthat asphyxiára, hypocalceamiára, szepszisre, vagy szív elégtelenségre.
Mind a fiatal, mind az idősebb betegeknél az agy hozzászokhat az alacsony glükóz szinthez az észrevehető tünetek csökkentésével a neuroglycopeniás károsodás ellenére. Az inzulin-függő cukorbeteg pácienseknél ezt a jelenséget tudattalan hipoglikémiának hívják, ami egy szignifikáns probléma, ha kísérletet tesznek a glikémiás kontroll javítására. E jelenség másfajta aspektusa jelentkezik az 1-es típusú glycogenosis esetében, amikor diagnózis előtti krónikus hipoglikémiát jobban tolerálják, mint az akut hipoglikémiát a kezelés közben.
Hipoglikémiás tünetek alvás közben is jelentkezhetnek. Példák az alvás alatti tünetekre az izzadás által okozott nedves ágynemű vagy ruha. A rémálmok, vagy a felkiáltás jelensége szintén utalhat hipoglikémiára. Ha pedig az illető felébredt, fáradtnak, irritáltnak, vagy zavartnak érezheti magát, és ez is utalhat hipoglikémiára.
Majdnem minden esetben, amikor annyira súlyos a hipoglikémia, hogy rohamokat vagy ájulást okoz, az visszafordítható anélkül, hogy egyértelmű agykárosodás történne. Amikor egyetlen epizód után halál vagy tartós neurológiai károsodás következik be, akkor ezt általában már megelőzik hosszabb ideig tartó, kezeletlen ájulások, légzési zavarok, súlyos egyidejű betegségek, vagy más fajta érzékenység. Ugyanakkor a súlyos hipoglikémia okozott már néha agyi károsodást vagy halált.

### Hosszú távú hatások
A szignifikáns hipoglikémia úgy tűnik, hogy növeli a kardiovaszkuláris betegségek kockázatát.

## Okok
Cukorbetegség esetén:
- Az inzulinbeadást nem követte megfelelő időben szénhidráttartalmú étkezés
- Intenzív mozgás előtt az inzulinadagot nem csökkentették
- Alkoholfogyasztás esetén nem vették figyelembe az alkohol vércukor-csökkentő hatását.
- Túladagolás: a beadott inzulin túl sok az elfogyasztott szénhidrát mennyiségéhez képest

Egyéb betegség esetén:
- Különféle daganatos megbetegedések (például inzulinóma)

Egészséges emberek esetében:
- Túlzott koffein- vagy alkoholfogyasztás
- Tartós éhezés
- Nagyobb fizikai igénybevétel
- Diéta, tartós, vagy túlzott mértékű kalóriadeficit

A hipoglikémia körülményei adják a legtöbb támpontot a diagnózishoz. Ilyen körülmény a beteg életkora, napszak, a legutóbbi étkezés óta eltelt idő, korábbi epizódok, táplálkozási státusz, fizikai és mentális fejlettség, gyógyszerek és méreganyagok (különösen inzulin, vagy más diabétesz gyógyszer), más szervek megbetegedései, családi kórkép, valamint a kezelésre való reagálás. Ha a hipoglikémia ismételten fordul elő, hasznos lehet az időszakok feljegyzése, naplózása több hónapon keresztül, amely leírja minden időszak körülményeit (napszak, kapcsolódás a legutóbbi étkezéshez, legutóbbi étkezés jellege, szénhidrátra adott válaszreakció, stb.), és így fel lehet ismerni a hipoglikémia jellegét, és kiváltó okát.
Egy különösen fontos aspektus, hogy a páciensnek van-e más jellegű súlyos betegsége. Majdnem az összes fő szerv súlyos megbetegedése okozhat hipoglikémiát másodlagos problémaként. Kórházban ápolt betegek, különösen az intenzív osztályon fekvők, vagy akik nem étkezhetnek, igen különböző körülmények hatására szenvedhetnek hipoglikémiában, amelyek az elsődleges betegségük kezeléséből fakad. Ezekben az esetekben a hipoglikémia gyakran többtényezős, vagy akár iatrogén. Ha egyszer azonosítják, ezen típusú hipoglikémia fajták visszafordíthatóak és megelőzhetőek, így a kiváltó elsődleges betegség marad a fő probléma.
Tovább tarthat felépülni a súlyos tudattalan vagy rohammal kísért hipoglikémiából a normál vércukorszint helyreállítása után is. Ha az adott személy nem ájult el, és a szénhidrát 10-15 percen belül nem állítja helyre a tüneteket, akkor nagy a valószínűsége, hogy nem hipoglikémia okozta a tüneteket. Ha a súlyos hipoglikémia tartósan jelen van egy kórházban ápolt betegnél, akkor a kielégítő vércukorszint eléréséhez szükséges glükóz mennyiség fontos nyomravezető jel az etiológia alapjához. Csecsemőknél a 10 mg/kg/percnél, gyerekeknél és felnőtteknél a 6 mg/kg/percnél magasabb glükóz igény erős bizonyíték a hiperinzulinémiára. Ebben a kontextusban ezt glükóz infúziós rátának nevezik (GIR). Végül pedig a glukagonra adott vércukor válasz, amikor alacsony a glükóz szintén, segít különbséget tenni a hipoglikémia egyes típusai között. Ha több mint 30 mg/dl-rel (1,7 mmol/l-rel) nő a vércukorszint, akkor inzulin többlet lehet a hipoglikémia oka.
A kritikus minta részértéke lehet egyszerűen arra is bizonyíték, hogy a tüneteket valóban hipoglikémia okozza. Legtöbbször bizonyos hormonok és anyagcsere-termékek mértéke a hipoglikémia alatt mutatja meg, hogy mely szervek és testi rendszerek reagálnak megfelelően, és melyek reagálnak abnormálisan. Például, ha alacsony a vércukorszint, a glükóz szintet emelő hormonoknak nőniük kell, az inzulin kiválasztásnak pedig elfojtott állapotban kell lennie.
A következőkben egy rövid lista olvasható a hormonokról és anyagcsere-termékekről, melyeket egy kritikus mintában mérhetnek. Nem mindegyik tesztet végzik el az összes betegen. Az „alap verzió” inzulint, kortizolt, elektrolitokat, C-peptidet és drogszűrést tartalmaz felnőtteknél, továbbá növekedési hormont gyerekeknél. További specifikus tesztek értéke az adott beteg leginkább valószínű diagnózisától függenek, a fent leírt körülmények alapján. Ezen szintek közül több is percek alatt változik, különösen glükóz beadásánál, és teljesen értelmetlen a hipoglikémia visszafordítása után mérni ezeket az értékeket. Némelyik, különösen a lista végén szereplők, abnormálisak maradhatnak a hipoglikémia visszafordítása után is, így hasznos lehet azok mérése akkor is, ha az egyik kritikus mintadarab kimarad.

## Patofiziológia
Mint a legtöbb állati szövet, az agy metabolizmusa is főleg a glükózon múlik üzemanyag szempontból a legtöbb esetben. A glükózt korlátozott mennyiségben tudja kinyerni az asztrocitákban tárolt glikogénből, amit azonban percek alatt felemészt. Praktikus okok miatt az agy folyamatos glükóz ellátást igényel, ami a vérből az interstitialis szövetbe terjed szét a központi idegrendszerben, s végül bekerül a neuronokba.
Ezért, ha a vér által szállított glükóz mennyiség csökken, az agy lesz az első szerv, amit ez érint. A legtöbb embernél a mentális hatékonyság enyhe csökkenése figyelhető meg, ha a glükóz szint 65 mg/l (3,6 mmol/l) alá esik. Cselekvésbeli és ítéletbeli károsodás általában 40 md/dl (2,2 mmol/l) szint alatt válik egyértelművé. További vércukorszint csökkenés után pedig rohamok léphetnek fel. Amint a vércukorszint 10 mg/dl (0,55 mmol/l) alá esik, a legtöbb neuron elektronikusan elcsöndesül és funkcióját veszti, ami kómát eredményez. Ezeket az agyi hatásokat együttesen neuroglycopeniának hívják.
Az agy megfelelő mennyiségű glükóz ellátásának fontossága nyilvánvaló az idegrendszeri, hormonális és metabolikus válaszok számától függően a glükóz szint csökkenésénél. Ezen válaszok többsége védekező vagy adaptáló, melyek általában emelik a vércukorszintet glycogenolisis-szel vagy gluconeogenesis-szel, vagy alternatív üzemanyagot biztosítanak. Ha a vércukorszint túl alacsonyra csökken, a máj a glikogén raktár egy részét glükózzá alakítja és a véráramba bocsátja, hogy a diabetikus kómát megelőzze, egy rövid ideig.
A rövid vagy enyhe hipoglikémia nem gyakorol tartós hatást az agyra, bár átmenetileg megváltoztathatja az agy válaszait további hipoglikémia esetén. A hosszan tartó, súlyos hipoglikémia tartós károk széles skáláját okozhatja. Ez lehet a kognitív funkciók, motorikus kontroll, vagy akár az öntudatosság tartós károsodása is. Igen nehéz megbecsülni, hogy a súlyos hipoglikémia egyes pillanatai mekkora eséllyel károsítják tartósan az agyat, hiszen sok tényezőn múlik, mint az életkor, korábbi vér és agyi glükóz tapasztalatok, egyidejű problémák, mint hypoxia, és az alternatív tápanyagok rendelkezésre állása. Gyakran azt fedezték fel olyan 1-es típusú cukorbetegeknél, akiknél súlyos hipoglikémiára gyanakodtak és másnap reggel holtan találtak meg az ágyukban, hogy más szívkoszorúér betegségben is szenvedtek, ami a halálos szívrohamot kiváltotta. Az utóbbi időben több ily módon elhunyt személy folyamatos glükóz monitort viselt, amely kimutatta a halálos eseményt megelőző glükózszinteket. Több esetben is azt figyelték meg, hogy a halálos eseményt legalább két órán keresztül tartó 40 mg/dl alatti vércukorszint előzte meg, ami valószínűleg még alacsonyabb lehetett, hiszen e monitorok mérései nem teljesen pontosak 40 mg/dl vércukorszint alatti értékeknél. A betegek nem reagáltak a glükóz monitorok riasztásaira, amelyek az eseményt megelőzően valószínűleg több órán keresztül riasztották a beteget. A szimptomatikus hipoglikémiás epizódok nagy többsége nem eredményez észrevehető károsodást..

## Diagnózis
Ha a hipoglikémia gyanúja ismételten jelentkezik, és nem jutottak hozzá kritikus mintához, a diagnosztikai kiértékelés több úton haladhat. Azonban a jó minőségű táplálék és azonnali elfogyasztása alapvető.
Ha az illetőnek jó az általános egészsége, a tünetek nem súlyosak, és étkezés szükségesség nélkül el tudja tölteni az éjszakát, az étrenddel való kísérletezés (extra étkezések zsírral vagy proteinnel, csökkentett cukorral) elég lehet a probléma megoldásához. Ha bizonytalan, hogy a rosszulléteket valóban hipoglikémia okozza-e, az orvos javasolhatja otthoni vércukormérő használatát, hogy a rosszullétek idején visszaigazolódjon az alacsony vércukorszint. Ez a megközelítés akkor lehet igazán hasznos, ha a rosszullétek viszonylag gyakoriak, vagy a beteg biztos abban, hogy elő tud idézni rosszullétet. Ennek az elvnek a legnagyobb hátránya a hamis pozitív vagy megbízhatatlan vércukorszintek a jelenleg kapható vércukormérők pontatlansága miatt: mind az orvosnak, mind a betegnek szüksége van arra, hogy megértse, egy vércukormérő mit tud és mit nem, hogy elkerüljék a frusztráló nem meggyőző eredményeket.
A visszatérő, súlyos tünetekkel kísért hipoglikémiánál a veszélyes állapotok kizárásának legjobb módszere egy diagnosztikai böjt. Ezt általában kórházban végzik és időtartama függ a beteg életkorától és a böjtre adott reakciótól. Egy egészséges felnőtt 72 óráig, egy gyerek 36 óráig és egy csecsemő 24 óráig 50 mg/dl (2,8 mmol/l) szint felett tudja tartani vércukorszintjét. A böjt célja, hogy megállapítsa, az adott személy normálisan szinten tudja-e tartani vércukorszintjét, és megfelelő metabolikus változtatásokkal tud reagálni a böjtre. A böjt végére a kívánt eredmény az észrevehetetlen inzulin szint, és a ketózis állapotának beállása. A folyamat során figyelik a beteg glükóz szintjét és kritikus mintát vesznek, ha a glükóz szint leesik. Kellemetlensége és költségessé ellenére a diagnosztikus böjt lehet az egyetlen hatékony módja annak, hogy visszaigazolódjon, vagy kizárható legyen a hipoglikémia komolyabb formáinak egy sora, különösen, melyek a túlzott inzulintermeléssel vannak összefüggésben.
Egy hagyományos módja a gyanított hipoglikémia kiderítésének az orális glükóz tolerancia teszt, különösen, ha 3, 4, vagy 5 óráig tart. Habár az 1960-as években igen népszerű volt az USA-ban, megismételt kutatási eredmények azt igazolták, hogy sok egészséges embernek 70 vagy 60 mg/dl alá esik a glükóz szintje ennél a tesztnél, és hogy a jelentősebb hipoglikémia több fajtája sem felismerhető a teszt során. Az érzékenység és specifikusság kombinációja miatt a glükóz metabolizmus rendellenességeiben jártas orvosok végül elvetették a teszt erre a célra való használatát.
Téves gyógyszerkiadás szintén okozhat súlyos, megmagyarázhatatlan hipoglikémiát; például ha egy nem cukorbeteg páciens sulfonylureas tartalmú gyógyszert szed be véletlenül, akkor vészesen csökkentheti a vércukorszintjét. A tünetek egybeesnek majd egy korábbi gyógyszer utánpótlással. Az 1 mg-os ösztrogén tabletta nagyon hasonlít a 4 mg-os glimepirid tablettára, így könnyű azokat összekeverni egymással.
A hipoglikémiát könnyű összekeverni az alkoholmérgezéssel .

## Megelőzés
A hipoglikémia további epizódjainak leghatékonyabb megelőzési módja leginkább a kiváltó okokon múlik.
A diabetikus hipoglikémiás epizódok kockázata gyakran (de nem mindig) csökkenthető az inzulinadag vagy más gyógyszeradag csökkentésével, vagy azzal, hogy a szokatlan időpontokban, magasabb intenzitású edzéseknél kínos pontossággal figyelünk a vércukor egyensúlyra, vagy csökkentjük az alkohol bevitelt.
Több veleszületett metabolikus rendellenességnél szükséges a böjtölési idők rövidítése vagy teljes elhagyása, illetve az extra szénhidrát bevitel. A súlyosabb rendellenességeknél, mint amilyen az 1-es típusú glikogéntárolási betegség, ez utóbbit kukoricakeményítő néhány óránkénti bevitelével, vagy folyamatos gyomorinfúzióval lehet elérni.
Többféle mód létezik a hiperinzulinémiás hipoglikémia kezelésére, a pontos formájától és súlyosságától függően. A veleszületett hiperinzulinémia néhány formája jól reagál a diazoxid vagy az octreotide gyógyszerre. Gyógyító hatású a hasnyálmirigy túlműködő részének sebészeti eltávolítása kis kockázattal, ha a hiperinzulinémia központi, vagy ha a hasnyálmirigy jóindulatú, inzulintermelő daganata okozza. Ha a veleszületett hiperinzulinémia elszórt és ellenáll a gyógyszeres kezelésnek, akkor végső kezelési mód lehet a szinte teljes pancreatectomy, de ebben az állapotban kevésbé következetesen hatékony és több komplikációval fenyeget.
Az olyan hormonok, mint hypopituitarismus (csökkent aktivitású agyalapi mirigy) vagy adrenalin elégtelenség által okozott hipoglikémia általában abbamarad, ha a megfelelő hormont pótolják.
Dumping-szindróma vagy más sebészeti beavatkozást követő állapot által okozott hipoglikémia legjobban a táplálkozás megváltoztatásával kezelhető. A szénhidrátok zsírral és fehérjével kiegészítve lassíthatja az emésztést és csökkentheti a korai inzulin kiválasztást. Ennek néhány formája jól reagál a glucosidase gátlókkal való kezelésre, ami lelassítja a keményítő emésztést.
A reaktív hipoglikémia kimutathatóan alacsony vércukor szintekkel leggyakrabban megjósolható kellemetlenség, amely elkerülhető a szénhidrátok zsírral és fehérjével való együttes fogyasztásával, valamint reggeli és esti étkezések hozzáadásával, és a bevitt alkoholmennyiség csökkentésével.
Az idiopátiás postprandiális szindróma kimutathatóan alacsony vércukorszintek nélkül a szindrómák alatt inkább kezelési kihívást jelent. Sokan javulást észlelnek étkezési szokásaik megváltoztatásával (kisebb adagok, túlzott cukorbevitel elkerülése, vegyes étkezések önmagában fogyasztott szénhidrát helyett), élénkítők fogyasztásának csökkentésével (pl. koffein), vagy életmódbeli változtatásokkal a stresszszint csökkentésére.

## Kezelés
A hipoglikémia néhány formájának kezelése, mint pl. cukorbetegségnél, a vércukorszint azonnali növelését jelenti normális szintre szénhidrátok fogyasztásával, miközben szükséges a kiváltó ok megállapítása, valamint intézkedések a következő epizód megelőzésére. Azonban ez a kezelési mód nem hatékony más fajtáknál, mint a reaktív hipoglikémia, ahol a gyors szénhidrátbevitel további hipoglikémiás epizódokat okozhat.
A vércukorszint perceken belül normál szintre emelhető 10-20 gramm szénhidrát fogyasztásával (vagy beadásával). Ételként és italként is fogyasztható, ha a beteg tudatánál van és tud nyelni. Megfelelő mennyiségű szénhidrát található 100-120 ml narancs-, alma-, vagy szőlőlében - bár a gyümölcslevek több fruktózt tartalmaznak, amit a szervezet lassabban dolgoz fel, mint a dextrózt -, 120-140 ml cukros üdítőben, egy szelet kenyérben, vagy 1 adag bármely keményítőt tartalmazó ételben. A keményítőt a szervezet gyorsan alakítja glükózzá (kivéve, ha az illető acarbose-t szed), de zsír vagy fehérje hozzáadása késlelteti az emésztést. A tüneteknek 5 percen belül enyhülniük kell, míg a teljes felépülés 10-20 percig tart. A túletetés nem gyorsítja a felépülést, de ha az illető cukorbeteg, ez további hipoglikémiás epizódot okozhat. Az Amerikai Diabétesz Egyesület és mások által is használt emlékeztető a „15-ös szabály” – 15 gramm szénhidrát fogyasztása, amit 15 perc várakozási idő követ, majd ennek ismétlése, ha a glükóz szint alacsony marad (ez egyénenként változó, általában 70 mg/dl).
Ha az illető a hipoglikémia által okozott olyan súlyos tüneteiben szenved, hogy nem tud (ellenállás miatt), vagy nem szabad (rohamok vagy eszméletlen állapot miatt) neki bármit szájon át beadni, akkor orvosi személyzet, pl. mentők, vagy kórházi személyzet intravénás hozzáférést tud biztosítani, és így injekcióval dextrózt adhat be a betegnek, melynek koncentrációja életkortól függ (csecsemők 2 ml/kg 10%-os, gyerekek 25%-os, felnőttek 50%-os koncentrációt kapnak). Nagyon körültekintően kell eljárni az oldatok beadásánál, mert bőr nekrózist okozhatnak, ha az intravénás injekció beszivárog, továbbá ér szklerózist, és sok más folyadék és elektrolit zavarokat okozhat, ha nem megfelelő a beadás módja. Ha az intravénás hozzáférés nem biztosítható, a beteg 1–2 mg glukagont kaphat intramuszkuláris injekcióval. Ha az adott személy kevésbé súlyos hatások alatt áll, és tudatánál van, képes nyelni, akkor a megfelelő képzettséggel rendelkező orvosi személyzet szájon át bevihető zselatin glükózt adhat.
Egy olyan helyzet létezik, amikor a keményítő kevésbé hatékony a glükóznál vagy a szukróznál: ha az illető acarbose-t szed. Mivel az acarbose és más alfa-glukozidáz gátlók megakadályozzák, hogy a szervezet a keményítőt és más cukrokat monoszacharidokká bontsa, amiket a test fel tud szívni, így az ilyen gyógyszereket szedő személyek monoszacharid tartalmú ételeket fogyasszanak a hipoglikémia visszafordítására, mint pl. glükóz tabletta, méz, gyümölcslé.
Hipoglikémiás események minimalizálása
HbA1c: fontos mutatószám, mely a cukorbetegség kezelésének hatékonyságát jelzi, a glikémiás kontroll szintjének értékeléséhez az elmúlt 2-3 hónap során a vörösvértestekhez kapcsolódó glükóz mennyiségét használja.
A DCCT (Diabetes Control and Complications Trial) vizsgálat megerősítette, hogy a HbA1c szintet mindössze 1%-kal csökkentve a mikrovaszkuláris szövődmények kockázata akár 40%-kal is csökkenthető.* A HbA1c szintjét 3 havonta ellenőrizni kell, a cél, hogy a szintet 7% alatt vagy a kezelőorvos által megadott értéken tartsuk.*
A normál glükózérték 4,0 és 7,8 mmol/l közé esik, ezért javasolt, hogy egy személyi vércukorszintmérő használatával végzett önellenőrzéssel (SMBG) próbálja meg a beteg elérni ezeket a célértékeket.*
Sokak számára nehézséget jelent, hogy a HbA1c-szintet a céltartományon belül, alacsony értéken tartsák, a hipoglikémia kockázatának növelése nélkül. Az inzulinpumpa alkalmazása lehetővé teszi számukra, hogy azonnal módosítsák inzulinszükségletüket.
Ezért fontos elérni a jobb glükózkontrollt. Ehhez – a hipoglikémia minimalizálása mellett – az alábbi eljárások kiváló módszert jelentenek:
- Rendszeresebben és kisebb mennyiségben adagolt inzulin*
- Vércukorszintek kiegyensúlyozása testmozgás előtt és után
- Inzulinadag beállítása az ételek szénhidráttartalma alapján
- Inzulinadagolás beállítása a napi tevékenységek alapján
- A glükózszint folyamatos napi ellenőrzésével megismerni a terápia ideális alkalmazási idejét és beállításait

A HbA1c célszint elérése és fenntartása nagy kihívást jelenthet úgy, hogy közben a hipoglikémia kockázatát is minimalizálja. Az inzulinpumpa használata lehetővé teszi, hogy az inzulinigényt a szervezet szükségleteihez igazítsák.

### Inzulinpumpa kezelés
Az 1-es típusú cukorbetegséggel élő emberek közül sokan a jobb glükózkontroll megvalósítása érdekében inzulinpumpát választanak a nehézségek leküzdésére. Az inzulinpumpa kisméretű, körülbelül mobiltelefon nagyságú eszköz, melyet könnyedén viselhet a páciens az övén, a zsebében vagy akár a melltartójához rögzítve. Az inzulinpumpa segítheti a beteget és egészségügyi csapatát, hogy a kis mennyiségű, gyors hatású inzulin nappali és éjszakai adagolásával pontosabban utánozzák azt, ahogy az egészséges hasnyálmirigy biztosítja a bázisinzulint a szervezet számára. Ez segítheti a szükséges inzulinadagok jobb beállítását, különösen étkezések után és az éjszakai órákban, ezzel javítva a glükózkontrollt. A gyakori injekciózások helyett a pumpakezeléshez mindössze annyit kell tenni, hogy a beteg 2-3 naponta kicseréli az infúziós készletet.
Szenzoros inzulinpumpa
Az inzulinpumpa és a folyamatos glükózmonitor együtt alkotják a szenzoros inzulinpumpa-technológiát. A rendszer a folyamatos inzulin adagolás mellett teljes képet ad a szöveti cukorértékek változásáról, mely információk elemzésével hatékonyabbá tehető a diabétesz kezelése.
A szenzor révén a rendszer a nap 24 órájában monitorozza a szöveti cukorszintet, 5 percenként megjeleníti és frissíti a pumpa kijelzőjén. Így folyamatosan nyomon lehet követni az aktuális trendeket, melyek segítségével lehetőség adódik a terápiamódosításra a legkülönbözőbb élethelyzetekben, és így további anyagcsere javulás érhető el. A szenzor steril, egyszer használatos eszköz, mely legfeljebb 6 napig viselhető.
A szöveti cukorértékek megjelenítése és a beállított szélső értékeknél történő riasztáson túlmenően (például hipoglikémia-határ 4 mmol/l, hiperglikémia-határ 14 mmol/l) a monitoron folyamatos görbe formájában látható a szöveti cukorszint alakulása, ezen túlmenően az emelkedés és csökkenés trendje felfelé, illetve lefelé irányuló nyíl formájában is kijelzésre kerül, a változás várható függvényében ütemének (1 órán belül 1, vagy 2, vagy 3 mmol/l emelkedés vagy csökkenés). A folyamatos adatmegjelenítés lehetőséget nyújt a betegnek arra, hogy azonnal korrigáljon: szénhidrátot fogyasszon a hipoglikémia kivédésére, illetve gyorshatású/ultra gyorshatású inzulinadással gátolja meg a vércukor további emelkedését. A beteg otthonában vagy az orvosi rendelőben internet használatával egy központi szerverre juttathatók fel az inzulinpumpában tárolt adatok, ahonnan a CareLink Personal szoftver grafikus és numerikus riportokat tud készíteni a beteg, ill. az orvos igényeinek megfelelően.
A Paradigm Veo az első és egyetlen olyan szenzoros inzulinpumpa, mely a szenzor mérései alapján automatikusan leállítja az inzulinadagolást, ha a cukorszint az előre megadott szint alá csökken, illetve a cukorháztartás rendeződése esetén a bázisinzulin adagolását automatikusan újraindítja. Az inzulinpumpa így segíti viselőjét a potenciálisan veszélyt jelentő hipoglikémiák kiküszöbölésében. A szenzoros inzulinpumpa a kulcs a jobb klinikai eredményekhez és a hosszútávú szövődmények elkerüléséhez.
Inzulinpumpa rendszerek használatával kapcsolatos szakmai útmutatók
2016. február 12-én az Egyesült Királyság közegészségügyi és szociális ellátásokkal kapcsolatos szakmai irányelveket kidolgozó országos intézete – a NICE (National Institute for Health and Care Excellence) pozitív hangvételű állásfoglalást adott közre a Medtronic glükózszenzoros  inzulinpumpa rendszereinek alkalmazásáról az 1-es típusú diabétesz szinten tartása és az akár életveszéllyel is járó hipoglikémiás epizódok megelőzése tekintetében. 
Szakmai útmutató anyagában a NICE két szenzoros inzulinpumpa rendszer vizsgálata után a MiniMed Paradigm Veo rendszert ajánlja a vércukorszint szabályozására olyan 1-es típusú cukorbetegek esetében, akiknél előfordult már magatehetetlenséggel járó hipoglikémiás epizód. Meghatározása szerint hipoglikémiának azt az állapotot nevezi, amikor a beteg vércukorszintje ismétlődő jelleggel, ugyanakkor előre kiszámíthatatlan módon az alsó határérték alá esik, ami tartós szorongást vált ki belőle az állapot kiújulását illetően, és számottevően rontja életminőségét.
A MiniMed Paradigm Veo rendszer átfogó értékelésére a NICE orvosi technológiák értékelése és a diagnosztikai értékelési programjának (Diagnostics Assessment Programme) keretében került sor. 
A NICE munkájának része a befogadásra jelölt új technológiák, rendszerek költséghatékonyságának vizsgálata is. A NICE szakírója arra a következtetésre jutott, hogy az Egyesült Királyság közegészségügyi rendszere betegenként akár évi 1.500 fontot (közel 600.000 Ft-ot) is megtakaríthatna a Medtronic által kifejlesztett technológia befogadásával.
A NICE elfogadta, hogy a Medtronic 2015-ben bevezette a rendszer továbbfejlesztett változatát, a MiniMed 640G rendszert is , mely 2015 augusztusától OEP támogatással a Magyarországon élő 1-es típusú cukorbetegek számára is elérhető.  Archiválva 2016. május 15-i dátummal a Wayback Machine-ben

## Teendők alacsony vércukorszint esetén
Inzulinnal kezelt vagy gyógyszert szedő cukorbeteg soha ne induljon el otthonról gyorsan felszívódó szénhidrátot tartalmazó élelmiszer nélkül (például szőlőcukor). Erre jó megoldás a kis dobozos gyümölcslé, vagy 1 db kifli, zsemle. A vércukorszint rendeződése után célszerű 10-20 g lassú felszívódású szénhidrátot (keményítőtartalmú tészta vagy rizs)) is elfogyasztani, hiszen a cukor vagy a gyümölcslé hatása hamar elmúlik, és újabb hipoglikémia alakulhat ki. Ha van rá lehetőség, hipoglikémia-érzés esetén mérjünk vércukorszintet! Ezzel lehet meggyőződni arról, hogy valóban hipoglikémiáról van-e szó.
Az inzulinnal kezelt cukorbeteg családtagjainak, munkatársainak is érdemes a hipoglikémia tüneteit ismerni. Szükség esetén segítséget tudnak nyújtani neki. Különösen akkor fontos ez, amikor a beteg önmagát ellátni nem tudja (képtelen enni, inni, esetleg elveszti az eszméletét). Ilyenkor glukanon injekció izomba való beadása segíthet a problémán. A közeli hozzátartozót az injekciózásra meg kell tanítani. Az előfordult alacsony vércukorértéket a kezelési naplójába jegyezze fel, ha tudja az okát, azt is. Erről számoljon be kezelőorvosának.